# Guglielmo de Grandi
Guglielmo de Grandi (Bologna, ... – dopo il 1578) è stato un ingegnere italiano.
Lavorò come vicedirettore e poi come responsabile presso il cantiere del lido di Chioggia per conto della Repubblica di Venezia; in seguito operò anche nel cantiere relativo alla ricostruzione del Palazzo Ducale assieme ad altri quindici architetti tra i quali Andrea Palladio e Giovanni Antonio Rusconi.